# Instagram
Instagram è un servizio di rete sociale statunitense che permette agli utenti di scattare foto, applicarvi filtri e condividerle via Internet. Nel 2012 Facebook, Inc. la acquistò per circa 1 miliardo di dollari. L'applicazione web per dispositivi cellulari, sviluppata da Kevin Systrom e Mike Krieger, è stata lanciata il 6 ottobre 2010: inizialmente disponibile solo su sistema operativo per cellulari iOS, è poi divenuta compatibile con iPhone, iPad o iPod touch che hanno il sistema operativo iOS 3.1.2 o superiore. Dal 3 aprile 2012 è disponibile anche per i cellulari con sistema operativo Android, dalla versione 2.2 o superiore. Il 21 novembre 2013 è uscita la versione per Windows Phone, il 28 aprile 2016 per Windows 10 Mobile, ad ottobre 2016 per tablet PC con Windows 10.
Instagram era originariamente predisposto solo per le immagini in formato 1:1 per la larghezza di visualizzazione dell'iPhone. Queste restrizioni sono state allentate nel 2015, con un aumento a 1080 pixel. È stata aggiunta anche la funzionalità di messaggistica, la possibilità di includere più immagini o video in un singolo post, nonché la funzione "Storie", simile ad una analoga del suo principale concorrente Snapchat, che consente di pubblicare foto e video su un feed sequenziale visibile per 24 ore. Al gennaio 2019 la funzione Storie veniva utilizzata quotidianamente da 500 milioni di utenti.
Dopo il suo lancio nel 2010 Instagram ha rapidamente guadagnato popolarità, con 1 milione di utenti registrati in due mesi, 10 milioni in un anno e 1 miliardo a maggio 2019. Nell'aprile 2012 Facebook ha acquisito il servizio per circa 1 miliardo di dollari. Ad ottobre 2015 erano state caricate oltre 40 miliardi di foto. Sebbene elogiato per la sua influenza, Instagram è stato oggetto di critiche, in particolare per cambiamenti di politica e interfaccia utente, censura e contenuti illegali o impropri caricati dagli utenti.
Dal 20 gennaio 2025 Instagram ha cambiato il layout degli account degli utenti, spostando nome utente, follower, post e seguiti verso a sinistra con uno spazio vuoto accanto. Il formato dei post è diventato 9:16 (solo nel layout del profilo) e le storie in evidenza appaiono anch’esse tra i post e non più come dei cerchi sotto alla biografia.

## Storia
Il gruppo è stato fondato quando Kevin Systrom lavorava con Mike Krieger, con finanziamenti provenienti da Baseline Ventures e da Andreessen Horowitz. Il progetto iniziale, Burbn, aveva numerose funzioni, ed era pensato inizialmente per check-in e prenotazioni, ma fu scartato, e Krieger decise di concentrarsi sulle foto scattate da cellulare. L'app fu poi ribattezzata in Instagram, una parola macedonia derivante da instant camera (fotocamera istantanea) e telegramma. L'applicazione fu messa a disposizione su iTunes Store il 6 ottobre 2010.

### 2010-2011: Fondazione e finanziamenti
Il 5 marzo 2010 Systrom chiuse la raccolta fondi di Baseline Ventures e Andreessen Horowitz, arrivata alla cifra di 500.000 $ mentre lavorava a Burbn, una check-in app scritta in HTML5.
Il 16 luglio 2010 Kevin sviluppò e creò Instagram in versione Beta e pubblicò i primi post sul suo profilo. L'app è stata lanciata su App Store il 6 ottobre.
Nell'ottobre 2010 Josh Riedel si unì al team in qualità di community manager, Shayne Sweeney nel novembre 2010, primo ingegnere assunto dal gruppo, Jessica Zollman nell'agosto 2011 in qualità di Community Evangelist, e Oli Ryan, in qualità di reclutatore, alla fine dell'agosto 2011.
Il 2 febbraio 2011 Instagram aveva raccolto 7 milioni di dollari nella Series A funding da una grande quantità di investitori, tra cui Benchmark Capital, Jack Dorsey, Chris Sacca (attraverso la LOWERCASE Capital Fund) e Adam D'Angelo.
Nel settembre del 2011 su App Store uscì la versione 2.0 con l'aggiunta di nuovi filtri, foto ad alta risoluzione, cornici opzionali, rotazione delle foto in un solo click ed una nuova icona.

### 2012-2014: Piattaforme aggiuntive e acquisizione da Facebook
Il 9 aprile 2012 Mark Zuckerberg ha annunciato l'acquisizione di Instagram e dei suoi 13 impiegati da parte di Facebook, per circa 1 miliardo di dollari divisi tra denaro e azioni. A settembre l'operazione fu perfezionata al prezzo di 741 milioni.
A giugno 2013 è stata aggiunta la possibilità di girare e condividere video della durata tra i 3 e i 15 secondi, eccetto su Windows Phone.
Nel 2013 Instagram è entrato in un Festival cinematografico grazie a Cortinametraggio, che ha aperto una sezione di concorso dedicata ai video realizzati dagli utenti attraverso il social.
L'8 settembre 2013 Instagram ha raggiunto 150 milioni di utenti attivi ogni mese.

### 2015-2016: Riprogettazione e app di Windows
Nel giugno 2015 l'interfaccia utente del sito Web desktop è stata ridisegnata per diventare più piatta e minimalista (ma con più spazio sullo schermo per ogni foto) e assomigliare al layout del mobile. Inoltre, la riga di immagini aveva ora solo tre foto anziché cinque per adattarsi al layout mobile. È stato rimosso il banner della presentazione nella parte superiore delle pagine del profilo, che mostrava contemporaneamente sette riquadri di immagini pubblicate dall'utente che si alternavano in ordine casuale. Inoltre, le immagini del profilo, in precedenza angolari, sono diventate circolari. È stata aggiunta la possibilità di caricare le foto in varie proporzioni, non più necessariamente in 1:1.
A marzo 2016 è stato annunciato l'innalzamento della durata dei video fino a 60 secondi.
L'11 maggio 2016 Instagram ha rinnovato il suo design, aggiungendo un tema flat design bianco e nero per l'interfaccia utente dell'app che metteva maggiormente in rilievo i contenuti, e un'icona meno scettica, più astratta, "moderna" e colorata. Voci di una riprogettazione iniziarono a circolare in aprile, quando The Verge ricevette uno screenshot da un tipster, ma un portavoce di Instagram disse che era solo un'idea.
Questa versione ha presentato Instagram Stories, funzionalità che permette di fare riprese in diretta e pubblicare foto visibili per 24 ore, dopodiché vengono eliminate dalla storia, come succede con Snapchat. È stato introdotto anche l'algoritmo per mostrare i contenuti in base alle preferenze degli utenti e a ciò che visitano di più, non più in ordine di pubblicazione. A settembre 2016 sono stati inseriti lo zoom per le foto nella sezione feed, esplora e sui profili, nonché le bozze dei post, una migliore moderazione dei commenti (che è personalizzabile), la possibilità di creare un profilo aziendale. A novembre 2016, con la versione 9.7, sono state aggiunte tre nuove funzioni per Stories.
Il 6 dicembre 2016 Instagram ha introdotto il gradimento dei commenti; a differenza dei Mi piace dei post, l'autore di un commento non riceve le notifiche sui Mi piace dei commenti nella casella di posta. È possibile disattivare i commenti sul post.
Ad aprile 2016 Instagram ha pubblicato un'app per Windows 10 Mobile, dopo anni di richieste da parte di Microsoft e del pubblico di pubblicare un'app per la piattaforma. In precedenza essa aveva una versione beta di Instagram, pubblicata per la prima volta il 21 novembre 2013 e compatibile anche con Windows Phone 8. La nuova app supporta i video (visualizzazione e creazione di post o storie e visualizzazione delle dirette), post di album e messaggi diretti. Un'app per PC e tablet Windows 10 è stata pubblicata nell'ottobre 2016. A maggio 2016 Instagram ha aggiornato il suo sito Web mobile per consentire agli utenti di caricare foto e aggiungere una versione "leggera" della scheda Esplora.

### 2018-presente: IGTV, cambio di gestione e nuove funzioni
Il 24 settembre 2018 Krieger e Systrom hanno annunciato le dimissioni. Il 1º ottobre 2018 Adam Mosseri è stato prospettato come il nuovo capo di Instagram.
Il 30 aprile 2019 l'app per Windows 10 per dispositivi mobili è stata interrotta, sebbene il sito Web mobile restasse disponibile come applicazione Web progressiva con funzionalità limitate. L'app rimase disponibile invece su computer e tablet con Windows 10.
Ad ottobre 2019 Instagram ha rimosso la scheda "Attività" che consentiva agli utenti di visualizzare un feed di Mi piace e commenti fatti dagli utenti che seguivano. Il capo del prodotto Vishal Shah ha dichiarato che la funzionalità era sottoutilizzata e che alcuni utenti erano "sorpresi" rendendosi conto che la loro attività era emersa in questo modo. Da ottobre 2019 non è visibile il numero di Mi piace dei post altrui per garantire più privacy degli utenti.
A novembre 2019 è iniziato lo sviluppo di nuova funzione video conosciuta come "Reels". È simile nella funzionalità al servizio di condivisione di video cinese TikTok, è consente di registrare brevi video impostati su clip audio preesistenti in altri post.
Nel marzo 2020 Instagram ha lanciato la funzionalità chiamata "Co-Watching", che consente agli utenti di condividere post tra loro tramite videochiamate, al fine di soddisfare la domanda di connettersi virtualmente con amici e parenti per ovviare all'isolamento causato dalla pandemia di coronavirus.
Dal 6 ottobre 2020, in occasione del decimo anniversario dell'app, Instagram ha inserito una funzione per personalizzare l'icona dell'applicazione accedendo dalle impostazioni.

### Crescita
- Instagram viene pubblicata nell'App Store il 6 ottobre 2010.[49]
- Nel dicembre del 2010 Instagram raggiunge 1 milione di utenti.[50]
- Il 27 gennaio 2011 viene aggiunta la possibilità di aggiungere hashtag alle foto per renderle facilmente ricercabili.[51]
- Nel giugno del 2011 Instagram raggiunge i 5 milioni di utenti.[52]
- Nel luglio del 2011 è raggiunta la soglia di 100 milioni di foto condivise in tutto il mondo, 150 milioni il mese successivo.[53][54]
- Meno di un anno dopo il lancio Instagram supera i 10 milioni di utenti.[55]
- A marzo 2012 Instagram raggiunge 25 milioni di utenti; il 3 aprile 2012 l'app viene lanciata anche su Android.[56]
- Il 22 ottobre 2013, in occasione del Nokia World 2013, viene ufficializzata la versione di Instagram per Windows Phone.
- Il 20 novembre 2013 esce la versione di Instagram sul Windows Phone Store.[57]
- Nel 2013 Instagram viene completamente rinnovato per adattarsi ad iOS 7.
- Il 28 aprile 2016 su Windows Store viene pubblicata la prima versione di Instagram per Windows 10 Mobile che offre tutte le funzioni e la stessa grafica dell'app per iOS.
- Ad ottobre 2016 viene pubblicata l'app per Windows 10 e tablet, che ha tutte le funzioni di Instagram, comprese le Stories.

### Threads
Il 6 luglio 2023 Meta Platforms ha sviluppato il social network di microblogging Threads, presente in tutti Paesi tranne l'Unione europea. In meno di sette ore il servizio Threads ha raggiunto circa 10 milioni di iscritti. Il 7 luglio dello stesso anno ha superato oltre 30 milioni di utenti registrati.

## Funzionalità e strumenti

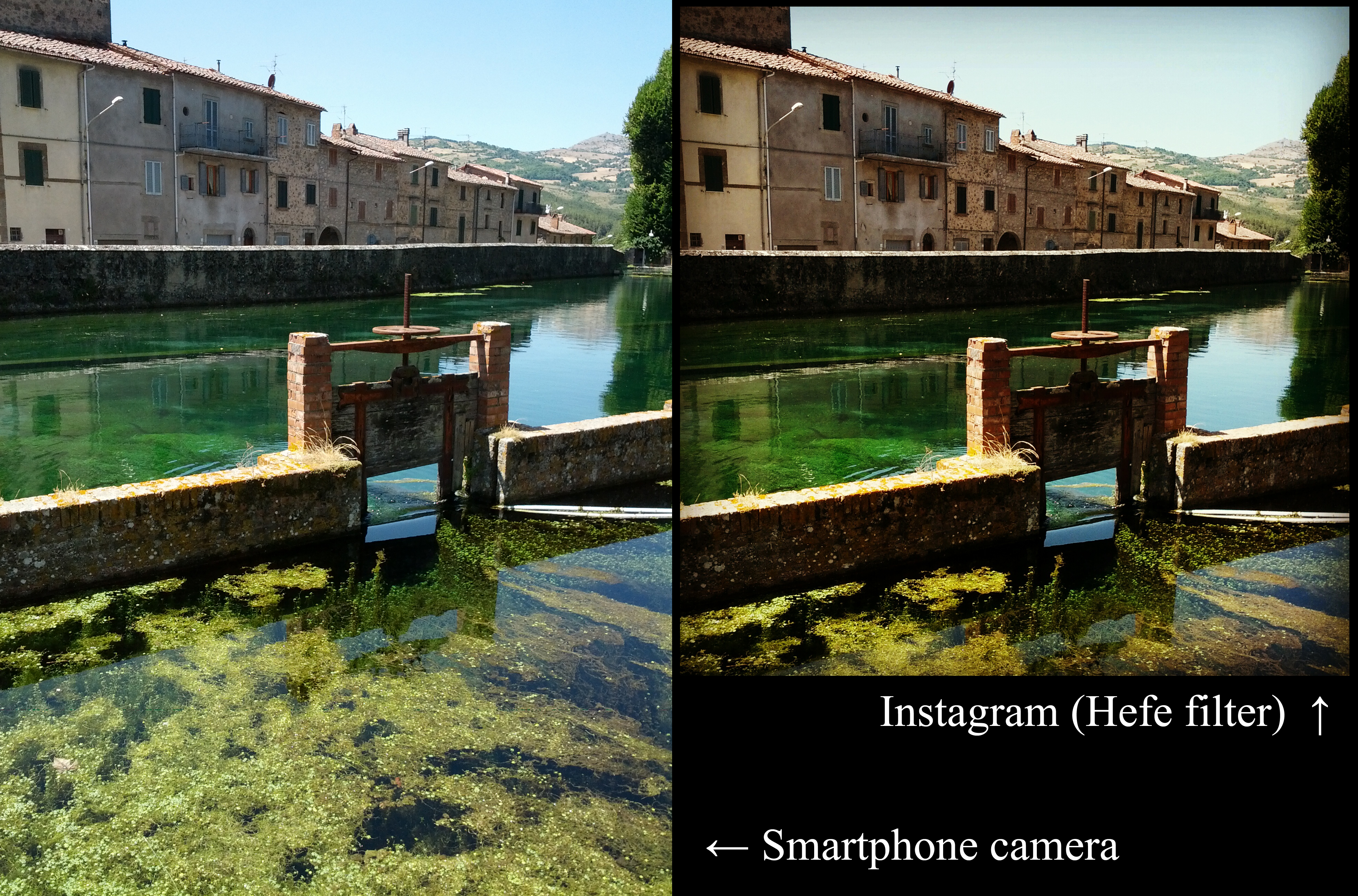
Una foto elaborata da Instagram, rispetto a quanto scattato dalla fotocamera del cellulare

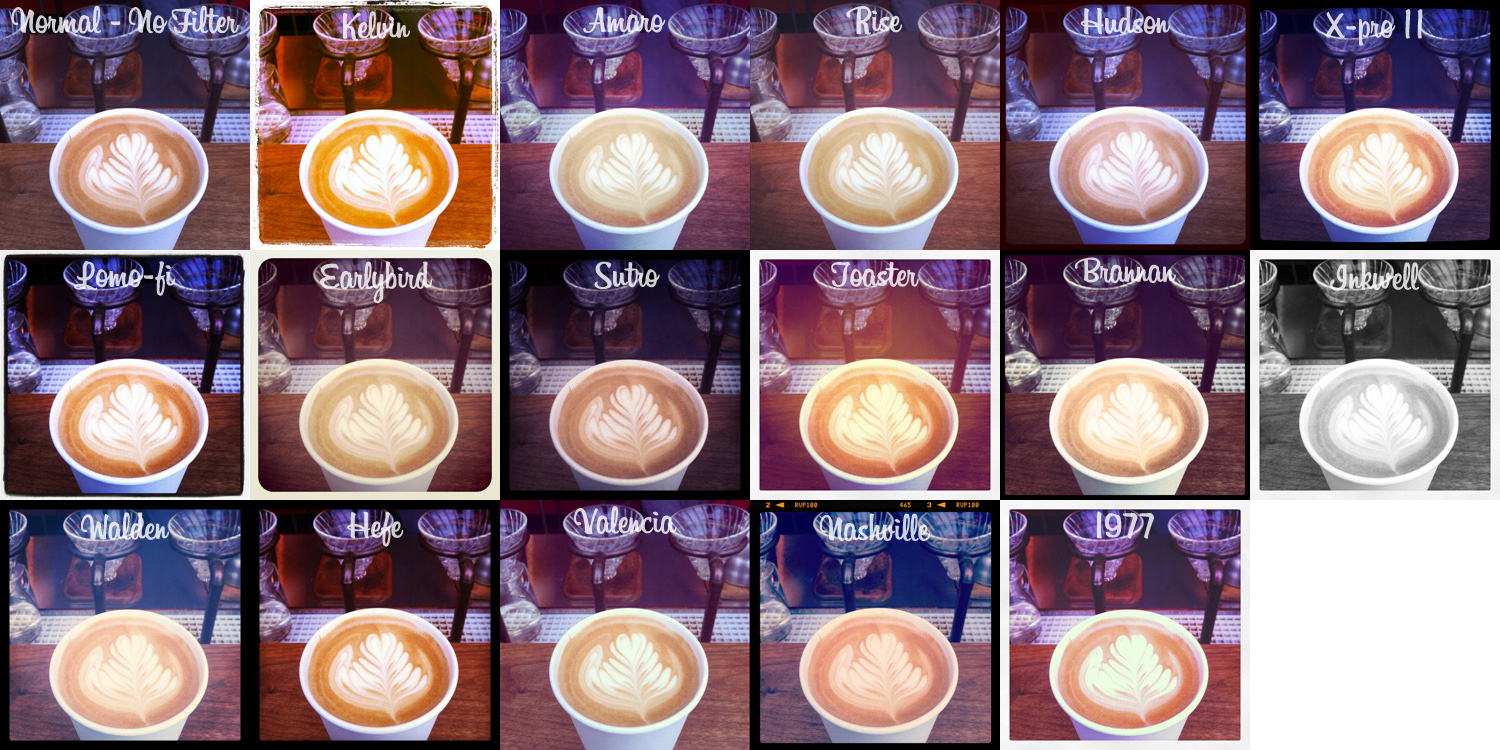
Collage di un'immagine modificata con i primi 16 diversi filtri presenti su Instagram

All'inizio Instagram presentava la peculiarità del formato fotografico quadrato a cui spesso si aggiungeva uno spesso margine bianco che ricordava lo storico formato cartaceo Polaroid a sviluppo istantaneo. Gli ultimi aggiornamenti hanno dato la possibilità di usare un formato a piacimento, fino a un certo limite di altezza e larghezza.
Le più importanti funzioni di Instagram sono:
- Possibilità di scattare foto con filtri in alta definizione per avere foto migliori.
- Possibilità di supportare fotografie più grandi.
- Possibilità di geolocalizzare e taggare foto per condividere le proprie esperienze con altri utenti.
- Possibilità di caricare video fino a 60 secondi e GIF Boomerang.
- Direct, ovvero inviare una foto a un utente senza pubblicarla, o inviargli un messaggio.
- Advertising: inserzioni di contenuti sponsorizzati (a pagamento), disponibile per aziende e privati.
- Instagram stories, immagini e video che rimangono visibili solo per 24 ore.
- Dirette, cioè la possibilità di trasmettere video in live streaming, interagendo con gli utenti che commentano.

### Hashtag
Nel gennaio 2011 Instagram ha introdotto gli hashtag per aiutare gli utenti a scoprire sia le foto che l'un l'altro. Li invita a creare tag specifici e pertinenti, e non generici, per far risaltare le fotografie e attirare gli utenti che hanno interessi affini.
Attraverso gli hashtag su Instagram creano "tendenze". Quelle ritenute più popolari sulla piattaforma spesso evidenziano un giorno specifico della settimana in cui pubblicare il materiale.
A dicembre 2017 Instagram ha iniziato a consentire agli utenti di seguire gli hashtag, che mostrano i punti salienti rilevanti dell'argomento nei loro feed.

### Esplora
Nel giugno 2012 Instagram ha introdotto "Esplora", una scheda all'interno dell'app che mostra foto popolari, foto scattate in luoghi vicini e ricerca. La scheda è stata aggiornata a giugno 2015 per includere tag e luoghi di tendenza, contenuti curati e la possibilità di cercare posizioni. Ad aprile 2016 alla scheda è stato aggiunto il canale "Video che potrebbero piacerti", ad agosto il canale "Eventi", con video di concerti, giochi sportivi e altri eventi in diretta, ad ottobre Storie. La scheda è stata ampliata a novembre 2016 dopo il lancio di Instagram Live per visualizzare una pagina, curata algoritmicamente, che raccoglie i "migliori" video di Instagram Live attualmente in onda. A maggio 2017 Instagram ha nuovamente aggiornato la scheda Esplora per promuovere i contenuti di Storie pubbliche di luoghi vicini.

### Filtri fotografici
Instagram offre una serie di filtri fotografici che gli utenti possono applicare alle loro immagini:
- Normale: Nessun filtro applicato
- 1977: Dà una certa dominante rosea, più luminosa e sbiadita.
- Amaro: Leggero contrasto, con focalizzazione sui toni pallidi.
- Brannan: Toni bassi, focalizzato sui grigi ed i verdi.
- Earlybird: Stinto e sfocato, concentrato sui toni gialli e beige.
- Hefe: Colore classico con dominanti oro e giallo.
- Hudson: Vignettato, con leggeri toni bluastri.[80]
- Inkwell: Filtro bianco e nero ad alto contrasto.
- Kelvin: Fotografia rètro supersatura, con bordo sfilacciato. Ufficialmente chiamato "Lord Kelvin".[81]
- Lo-fi: Lievemente sfocato, con saturazione dei gialli e dei verdi.
- Mayfair: Fornisce un caldo tono rosato ed una leggera vignettatura. È l'ultimo filtro fornito dalla più recente versione.[82]
- Nashville: Tinta blu-magenta, con bordo.
- Normal: Nessuna modifica alla fotografia.
- Rise: Dà una luce leggera e calda. Creato dalla fotografa Cole Rise
- Sierra: Filtro caldo, che fornisce un tono vibrante e luminoso.
- Sutro: Effetto seppiato, con enfasi su rossi e gialli. L'intera immagine è scurita.
- Toaster: Sovraesposizione, con un po' di sfocatura.
- Valencia: Contrasto elevato, lievemente grigio e bruno.

- Walden: Colore slavato, con una leggera dominante azzurra.
- Willow: Bianco e nero con un effetto di fusione.
- X-Pro II: Effetto caldo e saturo, con enfasi sui toni gialli.
- Slumber: Desatura l'immagine e aggiunge foschia per un look rétro, con un'enfasi su neri e blu.
- Cream: Aggiunge un aspetto cremoso che riscalda e raffredda l'immagine.
- Ludwig: Un leggero accenno di desaturazione che migliora anche la luce.
- Aden: Dona un aspetto naturale blu/verde.
- Perpetua: Aggiunge un aspetto pastello, ideale per i ritratti.[83][84]
- Clarendon: Intensifica le ombre e schiarisce le luci. Originariamente pubblicato come filtro solo video.
- Gingham: Dà un tono giallastro quando viene utilizzato su foto scure o un aspetto più luminoso e sognante se utilizzato su foto chiare.
- Moon: Versione in bianco e nero di Gingham, con ombre leggermente più intense.
- Stinson: Filtro sottile che illumina un'immagine, scolorendo leggermente i colori.
- Crema: Filtro vintage che desatura le immagini. Leviga i toni della pelle.[85]
- Lark: Desatura i rossi mentre dà un tocco blu e verde, dà vita ai paesaggi.
- Reyes: Conferisce alle foto un aspetto polveroso e vintage.
- Juno: Tinge i toni freddi del verde, fa risaltare i toni caldi e i bianchi brillano, per foto mosse.[86]

A febbraio 2012, Instagram ha aggiunto un filtro "Lux". Per aumentare il numero di possibili effetti, tutti i filtri possono essere usati in combinazione con l'effetto LUX (una forte aggiunta di contrasto e saturazione), la sfocatura intorno al centro (rotonda o quadrata) e la presenza o meno di una cornice (ce n'è una specifica per ogni filtro).
A dicembre 2014, Slumber, Crema, Ludwig, Aden e Perpetua sono stati cinque nuovi filtri aggiunti alla famiglia di filtri di Instagram.

### Video
Avviatosi esclusivamente come servizio di condivisione foto, Instagram a giugno 2013 ha incorporato la condivisione di video di 15 secondi. L'aggiunta è stata vista da alcuni nei media tecnologici come il tentativo di Facebook di competere con l'applicazione di video allora popolare Vine. Ad agosto 2015, Instagram ha aggiunto il supporto per i video widescreen. A marzo 2016, Instagram ha aumentato il limite di video di 15 secondi a 60 secondi. Gli album sono stati introdotti a febbraio 2017, che consentono di condividere fino a 10 minuti di video in un post.

### IGTV
IGTV, anche conosciuta come Instagram TV, è una applicazione di video verticale presente in Instagram da giugno 2018. Le funzionalità di base sono disponibili anche nell'app e sul sito Web di Instagram. IGTV consente caricamenti fino a 10 minuti di lunghezza con una dimensione del file fino a 650 MB, ma gli utenti verificati e popolari sono autorizzati a caricare video della durata massima di 60 minuti con una dimensione del file fino a 5,4 GB. L'app inizia automaticamente a riprodurre video non appena viene lanciata, che l'AD Kevin Systrom ha confrontato con altre app in cui è necessario prima individuare un video.

### Instagram Direct
A dicembre 2013, Instagram ha annunciato Instagram Direct, una funzionalità che consente agli utenti di interagire attraverso la messaggistica privata. Gli utenti che si susseguono possono inviare messaggi privati con foto e video. Quando gli utenti ricevono un messaggio privato da qualcuno che non seguono, il messaggio viene contrassegnato come in sospeso e l'utente deve accettare di vederlo. Gli utenti possono inviare una foto a un massimo di 15 persone. La funzione ha ricevuto un importante aggiornamento a settembre 2015, aggiungendo thread di conversazione e rendendo possibile agli utenti la condivisione di posizioni, pagine di hashtag e profili tramite messaggi privati direttamente dal feed delle notizie. Inoltre, gli utenti possono ora rispondere a messaggi privati con testo, emoji o facendo clic sull'icona a forma di cuore. Una fotocamera all'interno di Direct consente agli utenti di scattare una foto e inviarla al destinatario senza uscire dalla conversazione. Un nuovo aggiornamento di novembre 2016 consente agli utenti di eliminare i propri messaggi privati dopo essere stati visualizzati dal destinatario, e il mittente riceve una notifica se il destinatario effettua uno screenshot. Ad aprile 2017, Instagram ha riprogettato Direct per combinare tutti i messaggi privati, sia permanenti che effimeri, nella stessa sequenza di messaggi. A maggio 2017, Instagram ha reso possibile l'invio di collegamenti a siti Web nei messaggi e ha anche aggiunto il supporto per l'invio di foto con orientamento verticale o orizzontale senza ritagliare.

### Storie di Instagram
Nell'agosto 2016, Instagram ha lanciato le Storie, una funzionalità che consente agli utenti di scattare foto, aggiungere effetti e livelli e aggiungerli alla loro storia di Instagram. Le immagini caricate nella storia di un utente si eliminano dopo 24 ore. I media hanno notato le somiglianze della funzione con quella di Snapchat. In risposta alle critiche che lo accusavano di aver copiato la funzionalità di Snapchat, l'AD Kevin Systrom ha dichiarato a Recode che "Primo giorno: Instagram era una combinazione di Hipstamatic, Twitter [e] alcune cose di Facebook come il pulsante "Mi piace". Puoi rintracciare le radici di ogni funzionalità che chiunque ha nella sua app, da qualche parte nella storia della tecnologia". Sebbene Systrom abbia riconosciuto la critica come "equa", Recode ha scritto che "ha paragonato le caratteristiche comuni delle due app sociali all'industria automobilistica: possono coesistere più case automobilistiche, con differenze sufficienti tra loro da servire un pubblico di consumatori diverso". Systrom ha inoltre affermato che "Quando abbiamo adottato [le Storie], abbiamo deciso che una delle cose davvero fastidiose del formato è che ha continuato a funzionare e non si poteva mettere in pausa per guardare qualcosa, non si poteva riavvolgere. Abbiamo risolto tutto ciò, implementato la funzione". Ha anche aggiunto che Snapchat "inizialmente non aveva filtri. Hanno adottato i filtri perché Instagram aveva filtri e anche molti altri cercavano di adottarli."
A novembre, Instagram ha aggiunto funzionalità video in diretta alle storie di Instagram, consentendo agli utenti di trasmettere se stessi in diretta, con il video che scompare immediatamente dopo essere terminato.
A gennaio 2017, Instagram ha lanciato annunci ignorabili, in cui compaiono annunci fotografici di cinque secondi e annunci video di 15 secondi tra storie diverse.
A aprile 2017, la Storia di Instagram ha incorporato adesivi di realtà aumentata, un "clone" della funzionalità di Snapchat.
A maggio 2017, Instagram ha ampliato la funzione di adesivo della realtà aumentata per supportare i filtri per i volti, consentendo agli utenti di aggiungere funzionalità visive specifiche ai loro volti.
Più tardi a maggio, TechCrunch ha annunciato dei test di una funzione di posizione nelle Storie di Instagram, in cui i contenuti di Storie pubbliche in una determinata posizione vengono compilati e visualizzati su una pagina Instagram di un'azienda, un punto di riferimento o un luogo. Pochi giorni dopo, Instagram ha annunciato la "Ricerca di storie", in cui gli utenti possono cercare posizioni geografiche o hashtag e l'app visualizza contenuti di storie pubbliche pertinenti con il termine di ricerca.
A giugno 2017, Instagram ha rivisto la sua funzionalità di video in diretta per consentire agli utenti di aggiungere la loro trasmissione live alla loro storia per la disponibilità nelle successive 24 ore o di scartare immediatamente la trasmissione. A luglio, Instagram ha iniziato a consentire agli utenti di rispondere ai contenuti delle storie inviando foto e video, completi di effetti Instagram come filtri, adesivi e hashtag.
Le storie sono state rese disponibili per la visualizzazione sui siti web mobili e desktop di Instagram alla fine di agosto 2017.
Il 5 dicembre 2017, Instagram ha introdotto "Storie in evidenza", noto anche come "Storie permanenti", che sono simili alle Storie di Instagram, ma non si eliminano. Appaiono come cerchi sotto l'immagine del profilo e la biografia e sono accessibili anche dal sito web desktop.
Nel mese di giugno 2018, gli utenti attivi giornalieri di Instagram avevano raggiunto i 400 milioni di utenti e gli utenti attivi mensili avevano raggiunto il miliardo di utenze.

### Pubblicità
Emily White è entrata a far parte di Instagram come Direttrice delle operazioni aziendali ad aprile 2013 Ha dichiarato in un'intervista con il Wall Street Journal a settembre 2013 che la società sarebbe stata pronta a iniziare a vendere pubblicità per settembre 2014 come un modo per generare business da un'entità popolare che non aveva ancora creato profitti per la sua società madre. White ha lasciato Instagram a dicembre 2013 per unirsi a Snapchat. Ad agosto 2014, James Quarles è diventato Responsabile globale dello sviluppo aziendale e del marchio di Instagram, incaricato di supervisionare la pubblicità, gli sforzi di vendita e lo sviluppo di nuovi "prodotti di monetizzazione", secondo un portavoce.
Ad ottobre 2013, Instagram ha annunciato che gli annunci video sarebbero presto apparsi nei feed per gli utenti negli Stati Uniti, con i primi annunci illustrati visualizzati il 1º novembre 2013. Gli annunci video sono arrivati quasi un anno dopo il 30 ottobre 2014. A giugno 2014, Instagram ha annunciato il lancio di annunci pubblicitari nel Regno Unito, in Canada e in Australia, che sarebbero stati lanciati in autunno.
Nel marzo 2020, tramite un post sul blog, Instagram ha annunciato che stavano apportando importanti cambiamenti di moderazione al fine di ridurre il flusso di disinformazione, bufale e notizie false riguardanti la Pandemia di COVID-19 del 2019-2021 sulla piattaforma, "Rimuoveremo gli account che offrono consigli sul COVID-19 e stiamo lavorando per rimuovere alcuni contenuti correlati al COVID-19 da Esplora a meno che non vengano pubblicati da un'organizzazione sanitaria autorevole. Inizieremo anche a ridimensionare i contenuti nei feed e nelle Storie che sono stati classificati come falsi da verificatori di terze parti."

### App autonome
Instagram ha sviluppato e rilasciato tre app autonome con funzionalità specializzate. A luglio 2014, ha pubblicato Bolt, un'app di messaggistica in cui gli utenti facevano clic sulla foto del profilo di un amico per inviare rapidamente un'immagine, e il contenuto spariva dopo essere stato visualizzato. È stato sostituito da Hyperlapse ad agosto, un'app esclusiva per iOS che utilizza "un'elaborazione intelligente dell'algoritmo" per creare scatti di tracciamento e video veloci time-lapse. Microsoft ha lanciato un'app Hyperlapse per Android e Windows a maggio 2015, ma ad oggi non esiste alcuna app Hyperlapse ufficiale da Instagram per nessuna di queste piattaforme. Ad ottobre 2015, ha pubblicato Boomerang, un'app video che combina foto in brevi video da un secondo che vengono riprodotti in sequenza.

### Servizi di terze parti
La popolarità di Instagram ha portato a una varietà di servizi di terze parti progettati per integrarsi con esso, compresi i servizi per la creazione di contenuti da pubblicare sul servizio e la generazione di contenuti da foto di Instagram (comprese le stampe fisiche), analisi e client alternativi per piattaforme con supporto ufficiale insufficiente o assente da Instagram (come in passato, gli iPad). Instagram ha creato una lista di siti e applicazioni di terze parti che utilizzano le API per fornire servizi sul web, desktop e dispositivi mobile e tablet.
A novembre 2015, Instagram ha annunciato che, a partire dal 1º giugno 2016, avrebbe terminato d'alimentare l'accesso API alla sua piattaforma al fine di mantenere il controllo per la comunità e fornire una chiara tabella di marcia per gli sviluppatori e creare un ambiente più sostenibile costruito intorno a esperienze autentiche sulla piattaforma, comprese quelle orientate alla creazione di contenuti, editori e inserzionisti. Queste modifiche avevano principalmente lo scopo di scoraggiare i clienti di terze parti che replicavano l'intera esperienza di Instagram (a causa della crescente monetizzazione del servizio) e motivi di sicurezza (come la prevenzione degli abusi da parte di click farm automatizzate e il dirottamento degli account). Sulla scia dello Scandalo Facebook-Cambridge Analytica, Instagram ha iniziato a imporre ulteriori restrizioni alla sua API nel 2018.

### Instagram senza essere iscritti
La popolarità di Instagram ha spinto la ricerca di un sistema per vedere storie senza possedere una iscrizione. In particolare, questa opportunità esiste se ci si limita al profilo pubblico, dato che il profilo privato è accessibile soltanto se si possiede l'iscrizione a Instagram.

## Caratteristiche e comportamento dell'utente

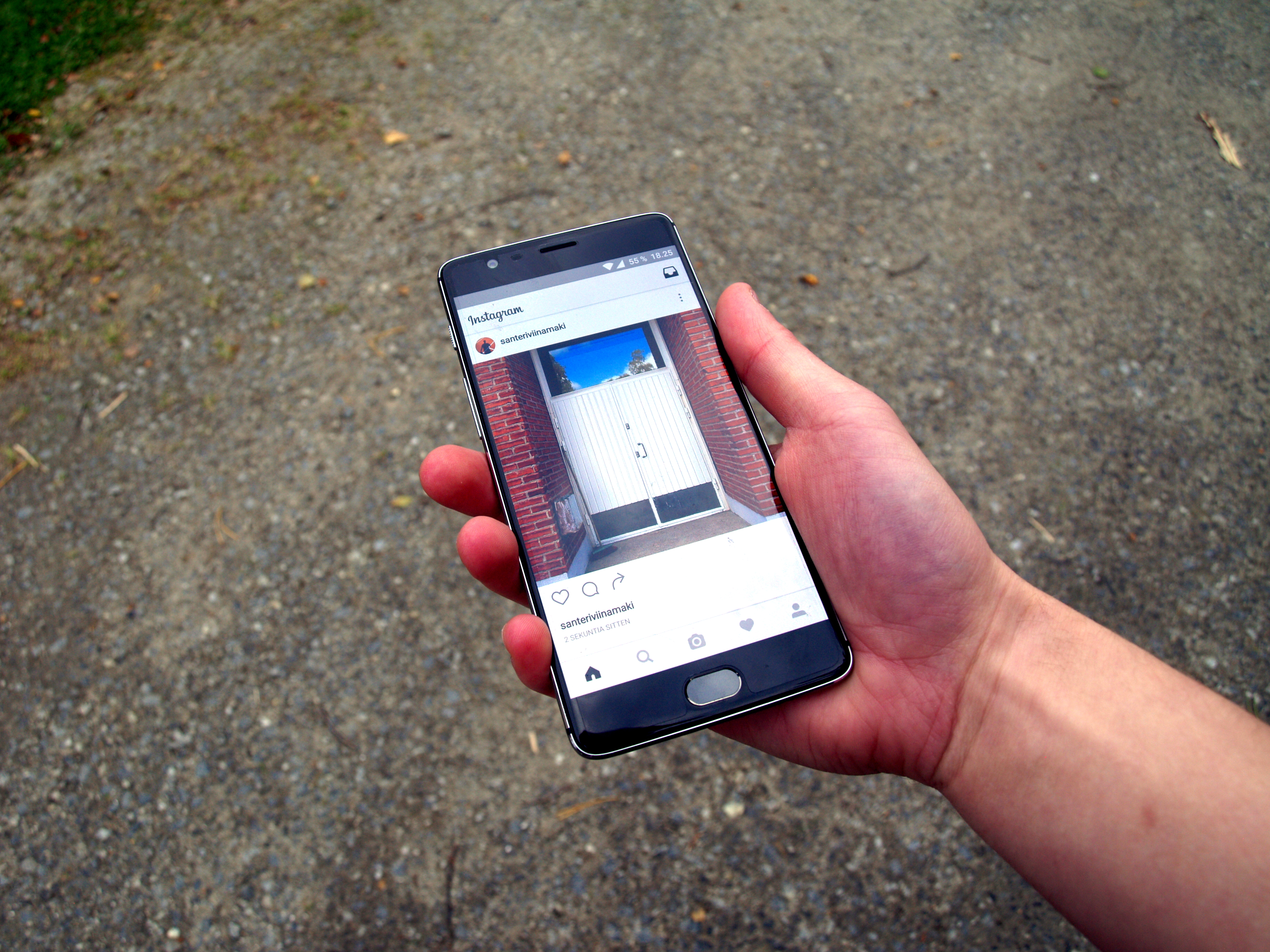
L'app di Instagram, in esecuzione sul sistema operativo Android

### Utenti
Dopo l'uscita ad ottobre, Instagram registrò un milione di utenti registrati a dicembre 2010. A giugno 2011, ha annunciato di avere 5 milioni di utenti, che sono saliti a 10 milioni a settembre dello stesso anno. Questa crescita è continuata, sino a raggiungere i 30 milioni di utenti ad aprile 2012, 80 milioni a luglio 2012, 100 milioni a febbraio 2013, 130 milioni a giugno 2013, 150 milioni a settembre 2013, 300 milioni a dicembre 2014, 400 milioni a settembre 2015, 500 milioni a giugno 2016, 600 milioni a dicembre 2016, 700 milioni ad aprile 2017, e 800 milioni a settembre 2017.
Ad ottobre 2016, le Storie di Instagram hanno raggiunto i 100 milioni di utenti attivi, due mesi dopo il lancio. Questo dato è aumentato a 150 milioni a gennaio 2017, 200 milioni ad aprile, superando la crescita degli utenti di Snapchat, e 250 milioni di utenti attivi a giugno 2017.
Ad aprile 2017, Instagram Direct aveva 375 milioni di utenti mensili.
A giugno 2011, Instagram ha superato 100 milioni di foto caricate sulla piattaforma. Questo dato è cresciuto a 150 milioni ad agosto 2011, e a giugno 2013, c'erano oltre 16 miliardi di foto sul servizio. Ad ottobre 2015 c'erano oltre 40 miliardi.

#### Demografia
Gli utenti di Instagram sono divisi equamente con il 50% proprietari di iPhone e il 50% proprietari di Android. Mentre Instagram ha un formato neutro in base al genere, il 68% degli utenti di Instagram è di sesso femminile mentre il 32% è di sesso maschile. L'uso geografico di Instagram favorisce le aree urbane poiché il 17% degli adulti statunitensi che vivono in aree urbane usa Instagram mentre solo l'11% degli adulti nelle aree suburbane e rurali lo fa. Sebbene Instagram possa sembrare uno dei siti più utilizzati per la condivisione di foto, solo il 7% dei caricamenti di foto giornalieri, tra le prime quattro piattaforme di condivisione di foto, proviene da Instagram. Instagram ha dimostrato di attirare le nuove generazioni con il 90% dei 150 milioni di utenti di età inferiore ai 35 anni. Da giugno 2012 a giugno 2013, Instagram ha quasi raddoppiato il numero di utenti. Per quanto riguarda il reddito, rappresentano il 15% gli utenti statunitensi che guadagnano meno di 30.000 dollari all'anno, il 14% quelli che guadagnano dai 30.000 ai 50.000 dollari e il 12% coloro che guadagnano più di 50.000 dollari l'anno. Per quanto riguarda l'istruzione demografica, gli intervistati con una certa istruzione universitaria si sono dimostrati i più attivi su Instagram con il 23%. Di seguito, i laureati costituiscono il 18% e gli utenti con un diploma di scuola superiore di primo e secondo grado rappresentano il 15%. Tra questi utenti di Instagram, il 24% afferma di utilizzare l'app più volte al giorno.

### Comportamento dell'utente
Le ricerche in corso continuano a esplorare in che modo i contenuti multimediali sulla piattaforma influiscono sul coinvolgimento degli utenti. Ricerche precedenti hanno scoperto che i media che mostrano i volti delle persone ricevono più "Mi piace" e commenti e che l'uso di filtri che aumentano il calore, l'esposizione e il contrasto aumenta anche il coinvolgimento. Gli utenti hanno maggiori probabilità di interagire con immagini che raffigurano meno individui rispetto ai gruppi e hanno anche maggiori probabilità di interagire con contenuti che non sono stati filigranati, poiché vedono questi contenuti come meno originali e affidabili rispetto ai contenuti generati dagli utenti. Di recente Instagram ha trovato un'opzione per gli utenti di richiedere un badge per l'account verificato, tuttavia ciò non garantisce che tutti gli utenti che fanno domanda otterranno il segno di spunta blu verificato.
I motivi per utilizzare Instagram tra i giovani sono principalmente i post, in particolare per l'interazione sociale. Al contrario, il livello di accordo espresso nella creazione di post di Instagram era inferiore, il che dimostra che l'enfasi di Instagram sulla comunicazione visiva è ampiamente accettata dai giovani nella comunicazione sociale.

## Impatto

### Premi
- Nel gennaio 2011 Instagram arriva al secondo posto per la Best Mobile App del 2010 indetto da TechCrunch Crunchies.[207]
- Nel 2011 Fast Company inserì il CEO Kevin Systrom al numero 66 della classifica The 100 Most Creative People in Business in 2011.[208]
- Nel giugno 2011 INC incluse Systrom and Krieger nella loro lista "30 Under 30" del 2011.[209]
- Nel settembre 2011 Instagram vinse "Best Locally Made App" del SF Weekly Web Awards.[210]
- Il numero di settembre 2011 di 7x7 Magazine mise in copertina Systrom e Krieger del numero intitolato The Hot 20 2011.[211] Nel 2015, Instagram è stata nominata la n. 1 da Mashable nella sua lista di "Le 100 migliori app per iPhone di tutti i tempi", rilevando Instagram come "uno dei social network più influenti al mondo".[212] Instagram è stata annoverata nella lista del Time "50 migliori applicazioni Android per il 2013".[213]

### Privacy
Ad aprile 2018 Instagram inserisce la funzione per scaricare tutti i propri dati tra cui tutte le foto e video in concomitanza con i nuovi regolamenti sulla privacy.

### Cultura
Il 5 ottobre 2011, il gruppo indie rock londinese The Vaccines ha pubblicato il primo video musicale in crowdsourcing da Instagram "Wetsuit" tratto dal loro primo album What Did You Expect from the Vaccines?. Ai fan è stato chiesto di scattare foto di se stessi ai festival e di pubblicarle su Instagram taggandole con #vaccinesvideo. La band ha ricevuto quasi 3 000 foto e circa 15 000 "Mi piace" su Instagram. Il progetto, ideato da Anomaly, ha avuto anche un successo internazionale con persone provenienti da 99 paesi. Spettava al regista Poppy de Villeneuve selezionare e scegliere le foto migliori da utilizzare e in quale ordine.
Il 9 agosto 2012, la cantante inglese Ellie Goulding ha pubblicato un nuovo video musicale per la sua canzone "Anything Could Happen". Il video conteneva solo fotografie di Instagram inviate dai fan che utilizzavano vari filtri per rappresentare parole o testi della canzone e vennero presentate oltre 1.200 diverse fotografie.

### Salute mentale
Nel maggio 2017, un sondaggio condotto dalla Royal Society for Public Health del Regno Unito, con 1.479 persone di età compresa tra 14 e 24 anni, che chiedeva loro di valutare le piattaforme dei social media in base a ansia, depressione, solitudine, bullismo e immagine corporea, ha concluso che Instagram era il "peggiore per la giovane salute mentale". Alcuni hanno suggerito che potrebbe contribuire alla dipendenza digitale, mentre questa stessa indagine ha notato i suoi effetti positivi, tra cui espressione di sé, identità di sé e costruzione della comunità. In risposta al sondaggio, Instagram ha dichiarato che "Mantenere Instagram un luogo sicuro e di supporto per i giovani era una priorità assoluta". La società filtra le recensioni e gli account. Se alcuni account violano le linee guida della community di Instagram, interverrà, il che potrebbe includere la loro sospensione definitiva.
Nel 2017, i ricercatori dell'Università Harvard e dell'Università del Vermont hanno dimostrato uno strumento di apprendimento automatico che ha superato con successo il tasso di successo diagnostico dei medici generici per la depressione. Lo strumento utilizzava l'analisi del colore, i componenti dei metadati e il rilevamento del volto dei feed degli utenti.
Per tutto il 2019, Instagram ha iniziato a testare il nascondimento di conteggi simili per i post pubblicati dai suoi utenti.

#### Commenti negativi
In risposta a commenti offensivi e negativi sulle foto degli utenti, Instagram ha fatto sforzi per dare agli utenti un maggiore controllo sui propri post e sul campo dei commenti. A luglio 2016, ha annunciato che gli utenti sarebbero stati in grado di disattivare i commenti per i loro post, nonché di controllare la lingua utilizzata nei commenti inserendo parole che considerano offensive, il che vieterà la visualizzazione dei commenti applicabili. Dopo l'annuncio di luglio 2016, la capacità di vietare parole specifiche ha iniziato a diffondersi all'inizio di agosto alle celebrità, seguite da utenti regolari a settembre. A dicembre, la società ha iniziato a implementare le capacità per gli utenti di disattivare i commenti e, per gli account privati, rimuovere i seguaci.
A settembre 2017, la società ha annunciato che gli utenti pubblici sarebbero in grado di limitare chi può commentare i loro contenuti, come solo i loro follower o le persone che seguono. Allo stesso tempo, ha aggiornato il suo filtro di commento automatizzato per supportare altre lingue.
A giugno 2017, Instagram ha annunciato che avrebbe automaticamente tentato di filtrare i commenti offensivi, molesti e "spam" per impostazione predefinita. Il sistema è costruito utilizzando un algoritmo di apprendimento profondo sviluppato da Facebook noto come DeepText (implementato per la prima volta sul social network per rilevare i commenti di spam), che utilizza tecniche di elaborazione in linguaggio naturale e può anche filtrare per parole chiave specificate dall'utente.
A luglio 2019, il servizio ha annunciato che avrebbe introdotto un sistema per rilevare in modo pro-attivo i commenti problematici e incoraggiare l'utente a riconsiderare il proprio commento, oltre a consentire agli utenti la possibilità di "limitare" le capacità altrui di comunicare con loro, citando che gli utenti più giovani sentivano che il sistema di blocchi esistente fosse troppo eccessivo.

#### Filtro antibullismo
Nel maggio 2018 Instagram ha introdotto un algoritmo di apprendimento automatico, DeepText, che utilizza l'intelligenza artificiale per trovare parole offensive nei post e nei commenti.

## Censura e contenuti riservati
Secondo un portavoce di Facebook, l'11 gennaio 2020, Instagram e la sua società madre Facebook stavano raccogliendo messaggi che esprimevano il supporto al comandante iraniano ucciso Qasem Soleimani per conformarsi alle sanzioni statunitensi.

### Oscuramento dei contenuti di natura politica
A partire dal 25 marzo 2024 negli Stati Uniti, e dal 28 aprile 2024 in Italia, Instagram ha deciso di oscurare i contenuti che trattano di politica e temi sociali.

### Droghe illegali
Instagram è stato oggetto di critiche a causa degli utenti che pubblicano immagini di farmaci che vendono sulla piattaforma. Nel 2013, la BBC ha scoperto che gli utenti, per lo più situati negli Stati Uniti, pubblicavano immagini di farmaci che vendevano, allegando hashtag specifici e completando le transazioni tramite applicazioni di messaggistica istantanea come WhatsApp. Gli hashtag corrispondenti sono stati bloccati come parte della risposta dell'azienda e un portavoce impegnato con la BBC ha spiegato:

### Corpi femminili
Nell'ottobre 2013, Instagram ha cancellato l'account della fotografa canadese Petra Collins dopo che aveva pubblicato una sua foto in cui una piccola area di peli pubici era visibile sopra la parte superiore del suo bikini. Collins ha affermato che la cancellazione dell'account era infondata perché non aveva violato i termini e le condizioni di Instagram. Audra Schroeder di The Daily Dot ha inoltre scritto che le condizioni di utilizzo degli utenti di Instagram dicono di non pubblicare foto pornografiche o sessualmente suggestive, ma la decisione può essere soggettiva. Nick Drewe di The Daily Beast ha scritto un rapporto lo stesso mese incentrato sugli hashtag che gli utenti non sono in grado di cercare, tra cui #sex, #bubblebutt e #ballsack, nonostante consentano #faketits, #gunsforsale e #sexytimes, definendo la discrepanza "insensata e incoerente".

### Censura da parte dei Paesi

Instagram è il sito di social network più popolare in Iran (in rosso), che è anche l'unico paese in cui ciò accade.

La censura di Instagram è avvenuta in diversi Paesi.

#### Cina
Instagram è stato bloccato in Cina a seguito delle Proteste a Hong Kong del 2014 perché sono stati pubblicati molti video e foto. Hong Kong e Macao non sono state colpite in quanto sono regioni amministrative speciali della Cina.

#### Turchia
La Turchia è anche conosciuta per la sua rigida censura di Internet e blocca periodicamente le reti sociali tra cui Instagram.

#### Corea del Nord
Pochi giorni dopo un incidente antincendio accaduto nel Koryo Hotel in Corea del Nord l'11 giugno 2015, le autorità hanno iniziato a bloccare Instagram per impedire la diffusione di foto dell'incidente, tra le poche persone parte dell'élite che hanno accesso ad Internet in Corea del Nord.

## Contenuti vietati
Instagram non ammette:
- Uso di app di terze parti che offrono attività non autentiche, come "mi piace", condivisioni e follower automatici
- Comportamenti simili ai bot, ad esempio eseguire troppe attività (come "mi piace", condivisioni e tag) in troppo poco tempo
- Violazione del copyright
- Invio di messaggi di vendita non richiesti agli altri profili
- Pubblicazione dello stesso commento su più post
- Fake news e disinformazione
- Nudo e pornografia
- Vendita di prodotti associati a gioco d'azzardo, alcolici e tabacco
- Incitamento all'odio, autolesionismo e minacce
- Spamming

## Controversie
Nel 2016 una ricerca effettuata da Andrea Stroppa ha dimostrato come Instagram fosse divenuto il social network più utilizzato per vendere merce contraffatta di capi di abbigliamento di lusso online.

### Sicurezza
Ad agosto 2017, sono emerse segnalazioni che un bug negli strumenti di sviluppo di Instagram aveva consentito a "una o più persone" di ottenere l'accesso alle informazioni di contatto, in particolare indirizzi e-mail e numeri di telefono, di diversi account verificati di alto profilo, incluso l'utente più seguita del tempo, Selena Gomez. La società ha dichiarato che aveva "risolto rapidamente il bug" e stava conducendo un'indagine. Tuttavia, il mese successivo sono emersi ulteriori dettagli, con un gruppo di hacker che vendevano informazioni di contatto online, con il numero di account interessato in milioni anziché la limitazione precedentemente assunta sugli account verificati. Ore dopo l'hackeraggio, è stato pubblicato online un database di ricerca, che costava 10 dollari per ricerca. Il The Daily Beast è stato fornito con un campione di account interessati e potrebbe confermare che, sebbene molti degli indirizzi e-mail siano stati trovati con una ricerca di Google in fonti pubbliche, alcuni non hanno restituito risultati di ricerca di Google pertinenti e quindi provenivano da fonti private. The Verge ha scritto che la società di sicurezza informatica RepKnight aveva trovato informazioni di contatto per più attori, musicisti e atleti, e l'account della cantante Selena Gomez è stato utilizzato dagli hacker per pubblicare foto di nudo del suo ex fidanzato Justin Bieber. La società ha ammesso che non era in grado di determinare quali account specifici potrebbero essere stati colpiti, ma ha ritenuto che fosse una bassa percentuale di account Instagram, anche se TechCrunch ha dichiarato nel suo rapporto che sei milioni di account erano interessati dall'hacking e che Instagram servisse oltre 700 milioni di account, e sei milioni non fossero un piccolo numero".

### Proprietà dei contenuti
Il 17 dicembre 2012, Instagram ha annunciato una modifica alla sua politica sui Termini di servizio, aggiungendo la seguente frase:
Gli utenti non potevano scegliere di annullare i Termini di servizio modificati senza eliminare i loro account prima che la nuova politica entrasse in vigore il 16 gennaio 2013. La mossa ha suscitato pesanti critiche da parte degli utenti, spingendo l'amministratore delegato di Instagram Kevin Systrom a scrivere un post sul blog il giorno dopo, annunciando che avrebbero "rimosso" il linguaggio offensivo dalla politica. Egli affermò di essere stato mal interpretato volendo sperimentare la pubblicità innovativa che sembrava appropriata su Instagram, Systrom ha anche affermato che era stato un errore e che non fosse intenzione dell'azienda vendere le foto degli utenti. Inoltre, ha scritto che avrebbero lavorato su un linguaggio aggiornato nei termini per assicurarsi che questo concetto fosse chiaro.
Il cambio di politica e il suo contraccolpo hanno fatto sì che i servizi fotografici concorrenti sfruttassero l'opportunità di "tentare di attirare gli utenti" promuovendo i loro servizi rispettosi della privacy e alcuni servizi hanno registrato notevoli guadagni di slancio e crescita degli utenti in seguito alle notizie. Il 20 dicembre, Instagram ha annunciato che la sezione pubblicitaria della politica sarebbe tornata alla sua versione originale di ottobre 2010. The Verge ha commentato tale politica, rilevando che la politica originale dava alla società il diritto di "collocare tale pubblicità e promozioni sui servizi di Instagram o in combinazione con i propri contenuti", nel senso che Instagram avesse sempre avuto il diritto di usare le foto negli annunci, e che quindi avremmo potuto avere la stessa reazione da quando il servizio è stato lanciato.
L'aggiornamento della politica ha inoltre introdotto una clausola compromissoria, che è rimasta anche dopo che la voce relativa alla pubblicità e al contenuto degli utenti è stata modificata.

### Algoritmo e modifiche al design
Ad aprile 2016, Instagram ha iniziato a implementare una modifica all'ordine delle foto visibili nella sequenza temporale di un utente, passando da un ordine cronologico a uno determinato da un algoritmo. Instagram ha affermato che l'algoritmo è stato progettato in modo che gli utenti vedessero più foto degli utenti che preferivano, ma c'era un feedback negativo significativo, con molti utenti che chiedevano ai loro seguaci di attivare le notifiche dei post per assicurarsi che vedessero gli aggiornamenti. La società ha scritto un tweet per gli utenti sconvolti alla prospettiva del cambiamento, ma non ha effettuato il backup né fornito un modo per cambiarlo.

## Intelligenza artificiale
A partire dal 26 giugno 2024, Instagram utilizza le informazioni degli utenti per addestrare i modelli di intelligenza artificiale.

## Nella cultura di massa
- Social Animals: un film documentario su tre adolescenti che crescono su Instagram.
- Modello di Instagram: un termine per i modelli che ottengono il loro successo a causa del gran numero di seguaci che hanno su Instagram.
- Instagram Pier: un'area di lavoro cargo a Hong Kong che ha guadagnato il suo soprannome grazie alla sua popolarità su Instagram.